# Mark 54 (torped)
Mark 54 är en ubåtsjakttorped utvecklad av Raytheon för USA:s flotta. Den utgör ett billigare alternativ till torpeden Mark 50.
Mark 50 ALWT utvecklades för att möta hoten från de snabbaste och mest avancerade sovjetisk/ryska atomubåtarna och använder ett avancerat och mycket dyrt framdrivningssystem. Mot konventionella ubåtar behövdes inte så extrem prestanda, så där erbjöd den äldre torpeden Mark 46 ett mer kostnadseffektivt alternativ. Mark 46 hade dock en omodern målsökare med begränsad förmåga att urskilja mål i grunt vatten. Mark 54 kombinerar målsökaren och sprängladdningen från Mark 50 med framdrivningssystemet från Mark 46 vilket ger en torped med något lägre prestanda, men till ungefär en tredjedel av kostnaden.